# Чаково
Чаково (на сръбски: Чаково; на румънски: Ciacova, Чакова) е град в Румъния и център на едноименната община Чаково, част от окръг Тимиш. Той е известен като важно средище на сръбското малцинство в Румъния и като родно място на Доситей Обрадович.
От 2004 г. Чаково е град.

## Географско положение
Град Чаково се намира в източния, румънски Банат, отдалечен на 30 км от границата със Сърбия и граничния пункт при Ватин. Близо до града преминава магистрала Белград - Тимишоара. Чаково се намира на мястото, където равнинните части на Банат преминават в крайбрежие.

## Население
Според последното преброяване на населението от 2002 г., Чаково има 2792 жители. През последните десетилетия броят на жителите започва да пада.
Чаково отдавна има разнородно население, като винаги има сръбско малцинство. Неговият брой спада през последните десетилетия, като същата съдба сполетява и унгарското и немското малцинство в града. Националният състав по последните преброявания е:

## Известни личности
- Доситей Обрадович (1744 – 1811) – сръбски писател и философ, роден в Чаково

## Побратимени градове
- Сен Парду Ларивие, Франция
- Масии Торело, Италия